# 2010年蘇州聯建事件
2010年蘇州聯建事件，2010年1月15日發生於中國蘇州的大規模罷工事件。事發隔天，中新網報導轉述資方說法，罷工原因是由年終獎金引起。而蘋果公司於2011年2月發佈的全球供應商勞動環境報告，證實聯建發生過員工集體中毒，共造成137名員工中毒，引起千名員工罷廠抗爭。

## 背景
事件發生於一家位於蘇州工業園內的臺資企業聯建科技，聯建科技是臺灣勝華科技股份有限公司於1999年在中國大陸投資的公司。該公司生產蘋果公司、諾基亞、摩托羅拉等公司所用之螢幕設備。蘋果公司的iPhone的螢幕是該公司主要的業務。2009年，該公司有員工約一萬兩千九百人。

## 起因
联建科技生产的iPhone触碰式屏幕被揭发要求员工要在密封的环境中，以政府禁用的正己烷代替酒精清洁屏幕 ，長期接觸导致大批员工神经性中毒。少數有報導此案的中國媒體如中新網只轉述資方說法，稱罷工原因是由年終獎金引起，且事件已於1月15日已經平息，工廠恢復生產。

## 事件
2010年1月15日上午，約兩千名員工聚集在聯建科技的廠房，並且開始破壞工廠設施。員工封鎖了道路，並向警察投擲石塊。

## 另見
- 2014年聯建科技倒閉，員工圍廠索償